# Municipio Postrer Valle
Das Municipio Postrer Valle (auch: Postrervalle) ist ein Verwaltungsbezirk im Departamento Santa Cruz im südamerikanischen Anden-Staat Bolivien.

## Lage im Nahraum
Das Municipio Postrer Valle ist eines von fünf Municipios der Provinz Vallegrande und umfasst die östlichen Bereiche der Provinz. Es grenzt im Nordosten an die Provinz Florida, im Westen und Süden an das Municipio Vallegrande und im Osten an die Provinz Cordillera.
Das Municipio erstreckt sich zwischen etwa 18° 26' und 18° 51' südlicher Breite und 63° 32' und 63° 59' westlicher Länge, seine Ausdehnung von Westen nach Osten beträgt bis zu 35 km und von Norden nach Süden bis zu 40 km. Es umfasst in seiner gesamten Länge das Tal des Río Vilcas mit seinen Quellflüssen und Zuflüssen bis zur Mündung in den Río Masicurí, der wiederum in den Río Grande mündet. Das Municipio ist zwischen nord-südlich verlaufende Bergrücken eingebettet, die im Norden noch Höhen von 2.400 m erreichen, im südlichen Teil des Municipio nur noch bis zu 1.800 m.
Das Municipio umfasst 24 Gemeinden (localidades), der zentrale Ort des Municipios ist die Ortschaft Postrervalle mit 1141 Einwohnern (Volkszählung 2012) im zentralen nördlichen Teil des Municipios.

## Geographie
Das Municipio Postrer Valle liegt im Übergangsbereich zwischen der Anden-Gebirgskette der Cordillera Oriental im Norden und der Cordillera Central im Südwesten, und dem bolivianischen Tiefland im Osten. Das Klima in den geschützten Tallagen im nördlichen Teil des Municipios ist ganzjährig gemäßigt und ausgeglichen, im südlichen Teil mild und feuchter.
Die mittlere Durchschnittstemperatur im nördlichen Teil des Municipios liegt bei knapp 19 °C (siehe Klimadiagramm Postrervalle) und schwankt nur unwesentlich zwischen knapp 16 °C im Juli und knapp 21 °C von November bis Januar. Der Jahresniederschlag beträgt etwa 750 mm, mit einer Trockenzeit von Mai bis September mit Monatsniederschlägen unter 30 mm und einer Feuchtezeit von Dezember bis Februar mit 115 bis 135 mm Monatsniederschlag.

## Bevölkerung
Die Einwohnerzahl des Municipios ist zwischen 1992 und 2024 geringfügig zurückgegangen:
| Jahr | Einwohner | Quelle       |
| ---- | --------- | ------------ |
| 1992 | 1846      | Volkszählung |
| 2001 | 2545      | Volkszählung |
| 2012 | 2390      | Volkszählung |
| 2024 | 1798      | Volkszählung |

Die Bevölkerungsdichte des Municipios bei der letzten Volkszählung von 2024 betrug 1,6 Einwohner/km², der Alphabetisierungsgrad bei den über 15-Jährigen war von 75,1 Prozent (1992) auf 81,8 Prozent angestiegen. Die Lebenserwartung der Neugeborenen betrug 61,5 Jahre, die Säuglingssterblichkeit war von 5,9 Prozent (1992) auf 7,3 Prozent im Jahr 2001 angestiegen.
99,3 Prozent der Bevölkerung sprechen Spanisch, 1,6 Prozent sprechen Quechua und 0,3 Prozent Aymara. (2001)
79,5 Prozent der Bevölkerung haben keinen Zugang zu Elektrizität, 88,6 Prozent leben ohne sanitäre Einrichtung (2001).
70,2 Prozent der 439 Haushalte besitzen ein Radio, 3,9 Prozent einen Fernseher, 11,4 Prozent ein Fahrrad, 1,1 Prozent ein Motorrad, 1,4 Prozent ein Auto, 1,1 Prozent einen Kühlschrank, und 0 Prozent ein Telefon. (2001)

## Politik
Ergebnis der Regionalwahlen (concejales del municipio) vom 4. April 2010:
| Wahl- berechtigte |  | Wahl- beteiligung | gültige Stimmen |  | VERDES | MAS-IPSP | TODOS |
| ----------------- |  | ----------------- | --------------- |  | ------ | -------- | ----- |
| 964               |  | 828               | 734             |  | 505    | 227      | 2     |
|                   |  | 85,9 %            | 88,6 %          |  | 68,8 % | 30,9 %   | 0,3 % |

Ergebnis der Regionalwahlen (elecciones de autoridades políticas) vom 7. März 2021:
| Wahl- berechtigte |  | Wahl- beteiligung | gültige Stimmen |  | CREEMOS | MAS-IPSP | UNIDOS | SOL    | ASIP   | MNR    |
| ----------------- |  | ----------------- | --------------- |  | ------- | -------- | ------ | ------ | ------ | ------ |
| 1.411             |  | 1.224             | 1.071           |  | 651     | 239      | 106    | 47     | 15     | 13     |
|                   |  | 86,75 %           | 87,50 %         |  | 60,78 % | 22,32 %  | 9,90 % | 4,39 % | 1,40 % | 1,21 % |

## Gliederung
Das Municipio Postrer Valle untergliedert sich in die folgenden drei Kantone (cantones):
- Cantón Postrer Valle (im zentralen Teil des Municipio) – 9 Vicecantones – 21 Gemeinden – 2.217 Einwohner (2001)
- Cantón San Juan de la Ladera (im nordwestlichen Teil des Municipio) – 1 Vicecantón – 1 Gemeinde – 101 Einwohner
- Cantón Tierras Nuevas (im nordwestlichen Teil des Municipio) – 1 Vicecantón – 2 Gemeinden – 227 Einwohner

## Ortschaften im Municipio Postrer Valle
- Postrervalle 1259 Einw.